# Siompu
 (mars 2018).
Siompu est une île d'Indonésie située au sud-ouest de celle de Buton. Administrativement, l'île constitue un kecamatan (district) du kabupaten de Buton dans la province de Sulawesi du Sud-Est.

## Galerie

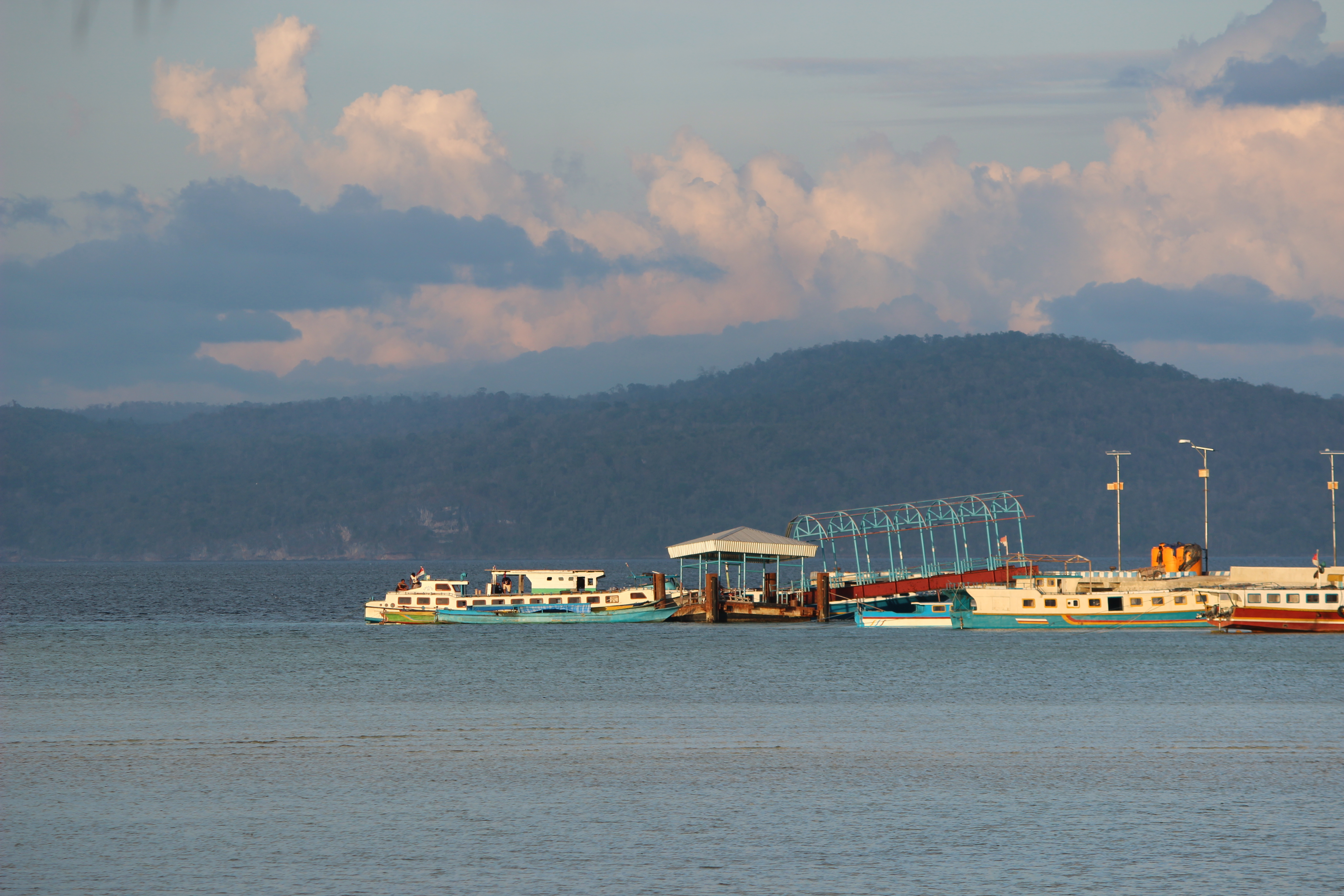
Le port de Siompu
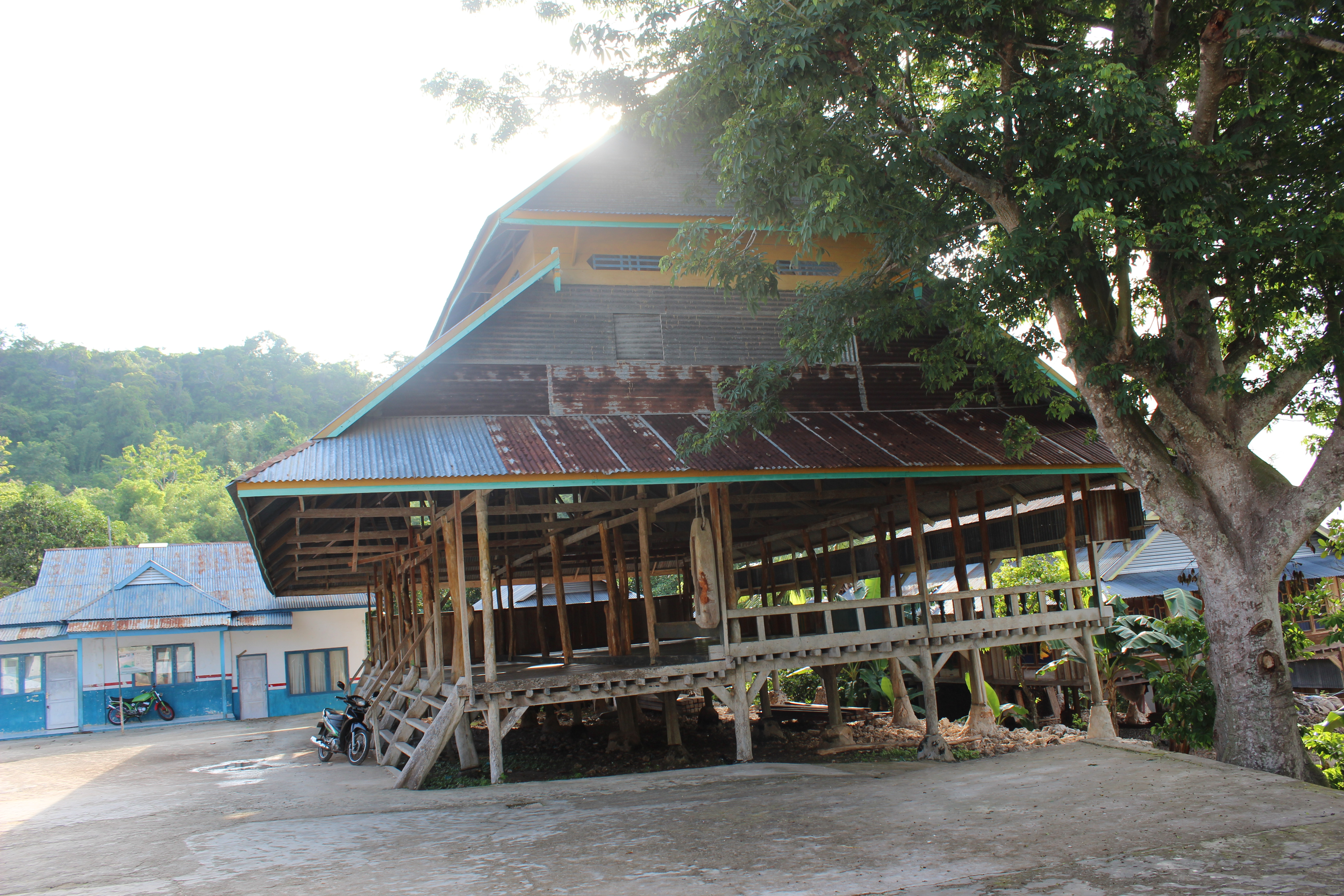
Construction dans l'architecture traditionnelle de Siompu
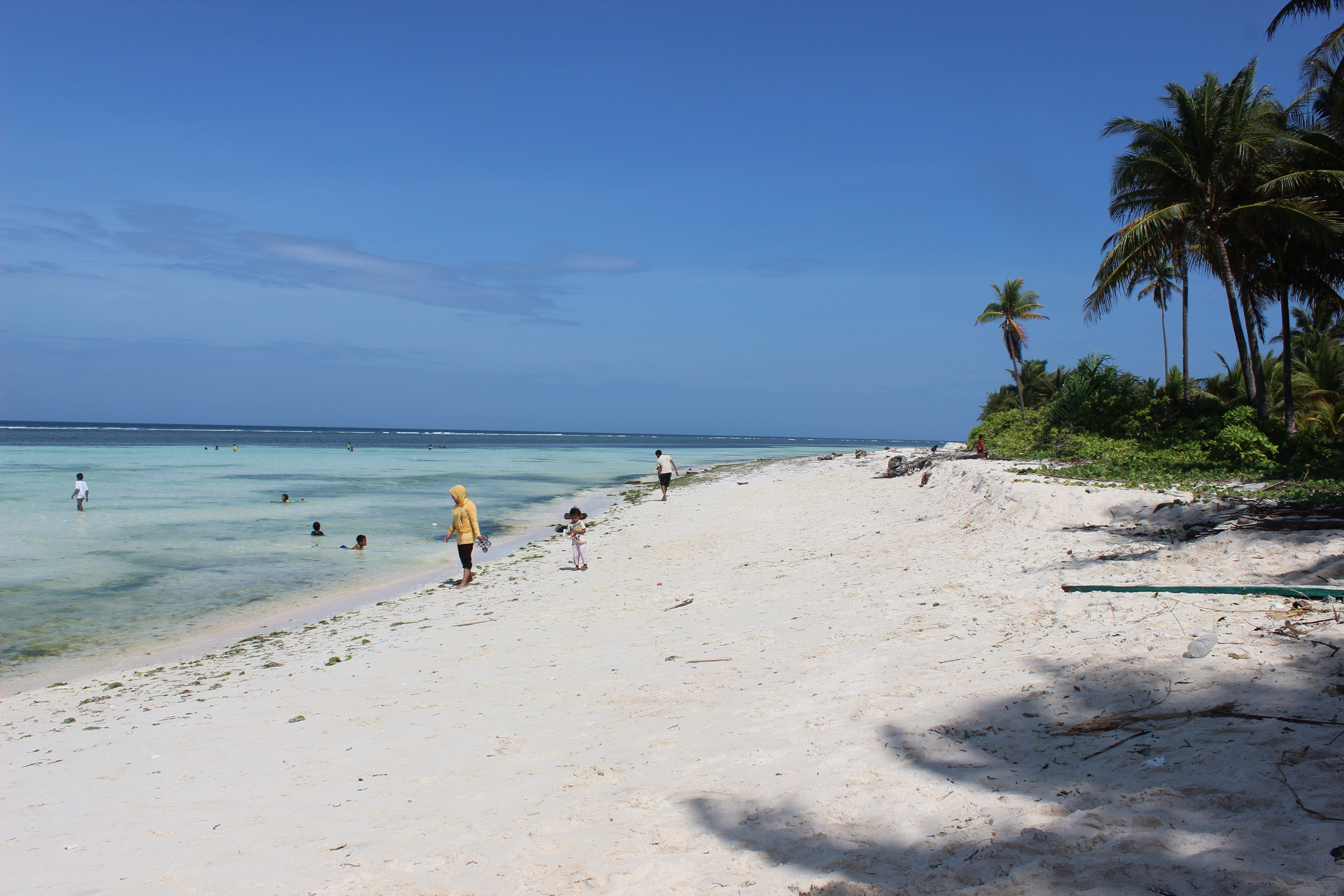
La plage de Latamburu
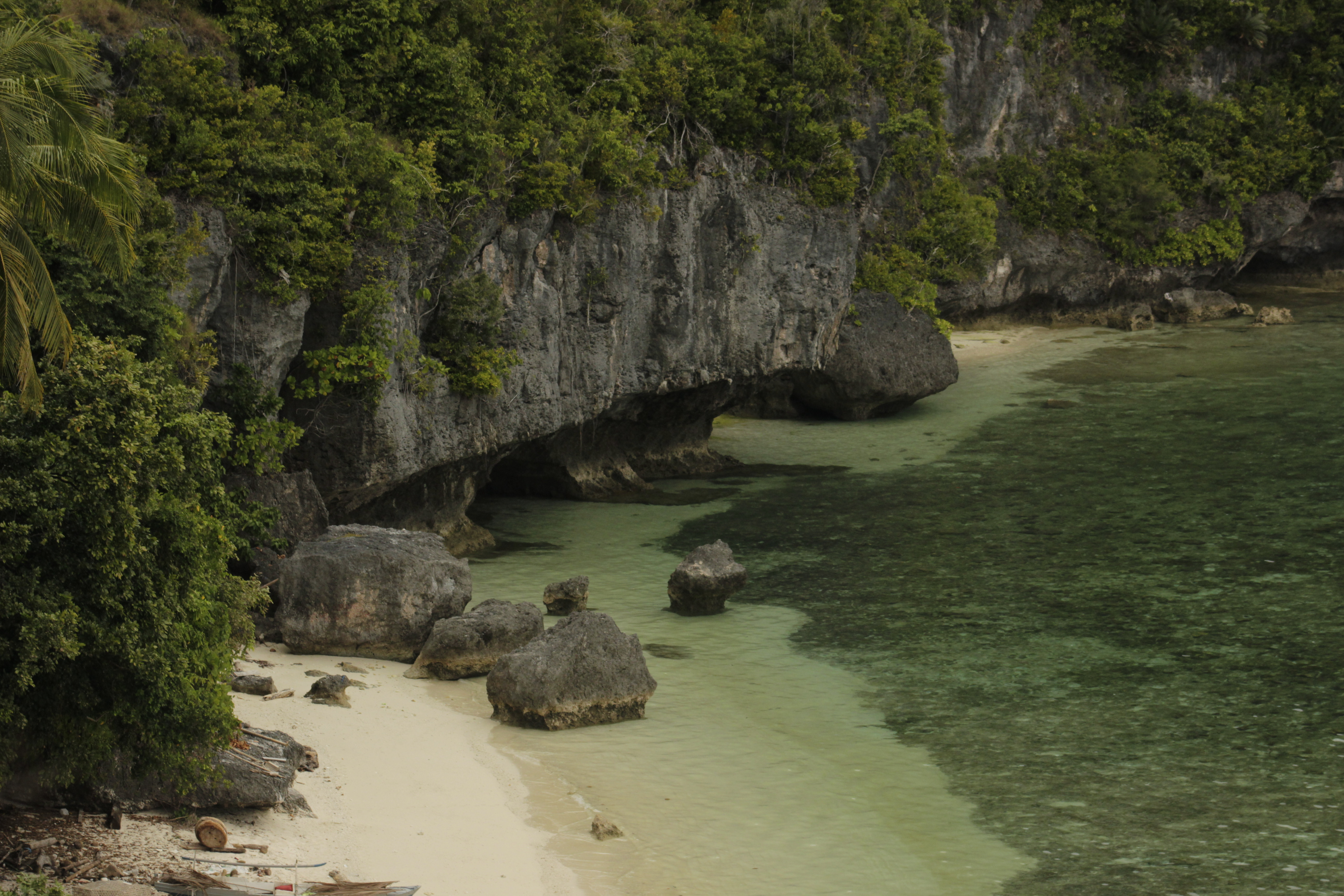
Falaise à Siompu
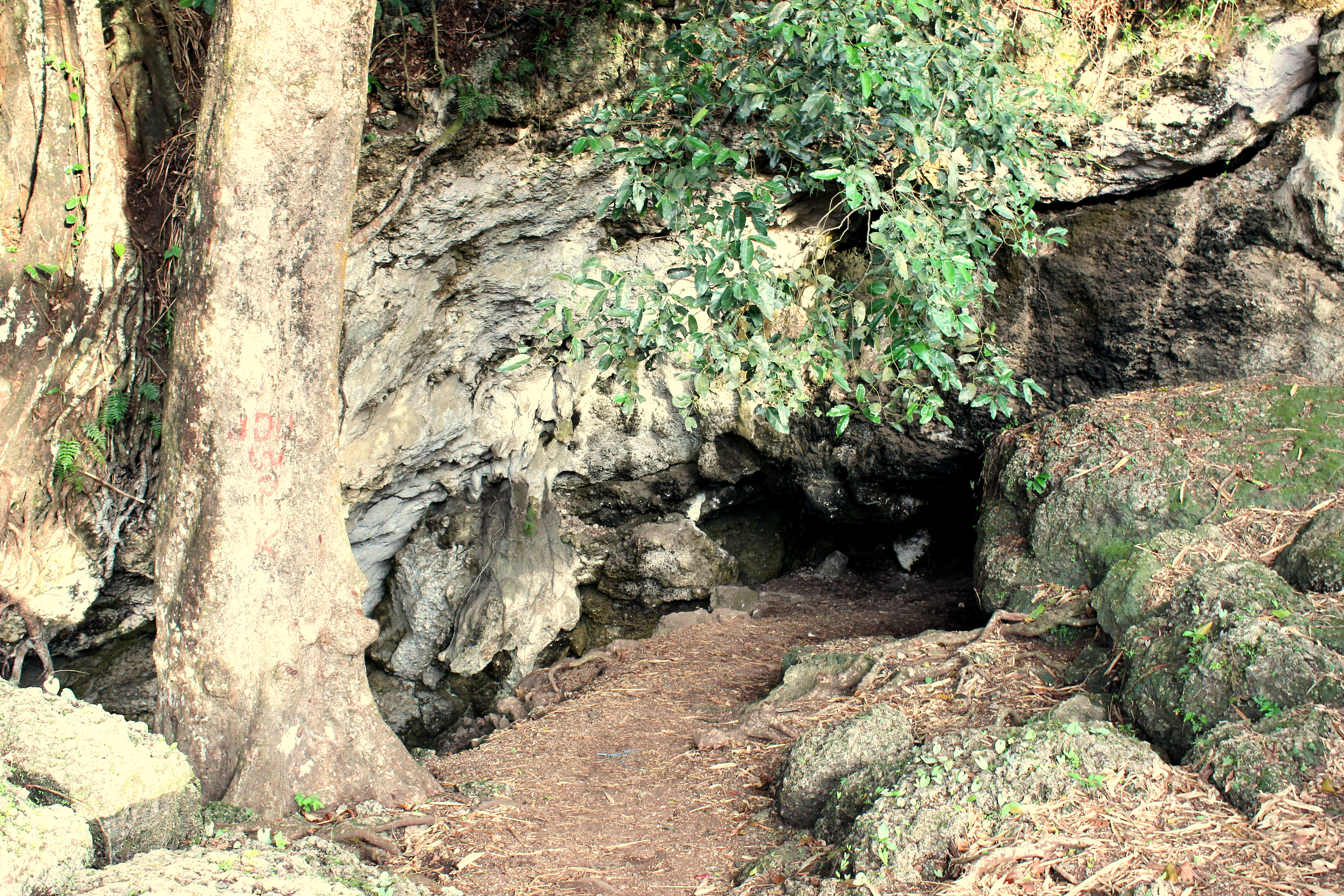
La grotte de Wakinamboro